# Châteldon
Châteldon – miejscowość i gmina we Francji, w regionie Owernia-Rodan-Alpy, w departamencie Puy-de-Dôme.
Według danych na rok 1990 gminę zamieszkiwało 840 osób, a gęstość zaludnienia wynosiła 30 osób/km² (wśród 1310 gmin Owernii Châteldon plasuje się na 268. miejscu pod względem liczby ludności, natomiast pod względem powierzchni na miejscu 248.).

## Znane osoby pochodzące z Châteldon
- polityk Pierre Laval (1883–1945)